# Развязка на Соколе
Развя́зка на Со́коле — транспортная развязка в Северном административном округе города Москвы на территории района «Сокол». Распределяет транспортные потоки Ленинградского проспекта, Ленинградского шоссе, Волоколамского шоссе, улицы Балтийской, улицы Алабяна, Большой Академической улицы. Включает в себя:
- Ленинградский тоннель, 660 м (действует с 1961 года)
- Волоколамский тоннель, 1 730 м (действует с 2009 года)
- Волоколамская эстакада, 390 м (действует с 8 сентября 2011 года)
- Алабяно-Балтийский тоннель, входит в Северо-западную хорду; длина 1935 м (действует с 6 сентября 2013 года — в одну сторону; и с 25 декабря 2015 года — в полном объёме).

Изначально предполагалось, что стоимость строительства развязки составит 40 миллиардов рублей. Общая стоимость строительства всех объектов транспортной развязки, исключая гаражные объекты, на декабрь 2011 года составляет 78,15 млрд рублей. Весной 2013 года был проведен конкурс на очередной этап строительства развязки с первоначальной стоимостью 7 млрд руб. (компания-победитель предложила цену 5 млрд). Из всей суммы около 25—30% приходится на Алабяно-Балтийский тоннель.
Контракт на строительство выиграло на открытом конкурсе НПО «Космос» 28 марта 2008 г.
Строительство развязки на Соколе практически завершилось в 2015 году с пуском второй части Алабяно-Балтийского тоннеля 25 декабря указанного года. В этом же году введён в эксплуатацию Центральный диспетчерский пункт управления движением, осуществляющий контроль за безопасностью движения и работой инженерного оборудования Ленинградского, Волоколамского и Балтийского туннелей. Центр расположился в эффектном здании рядом с развязкой, названном «Яйцом Сокола».

## Алабяно-Балтийский тоннель

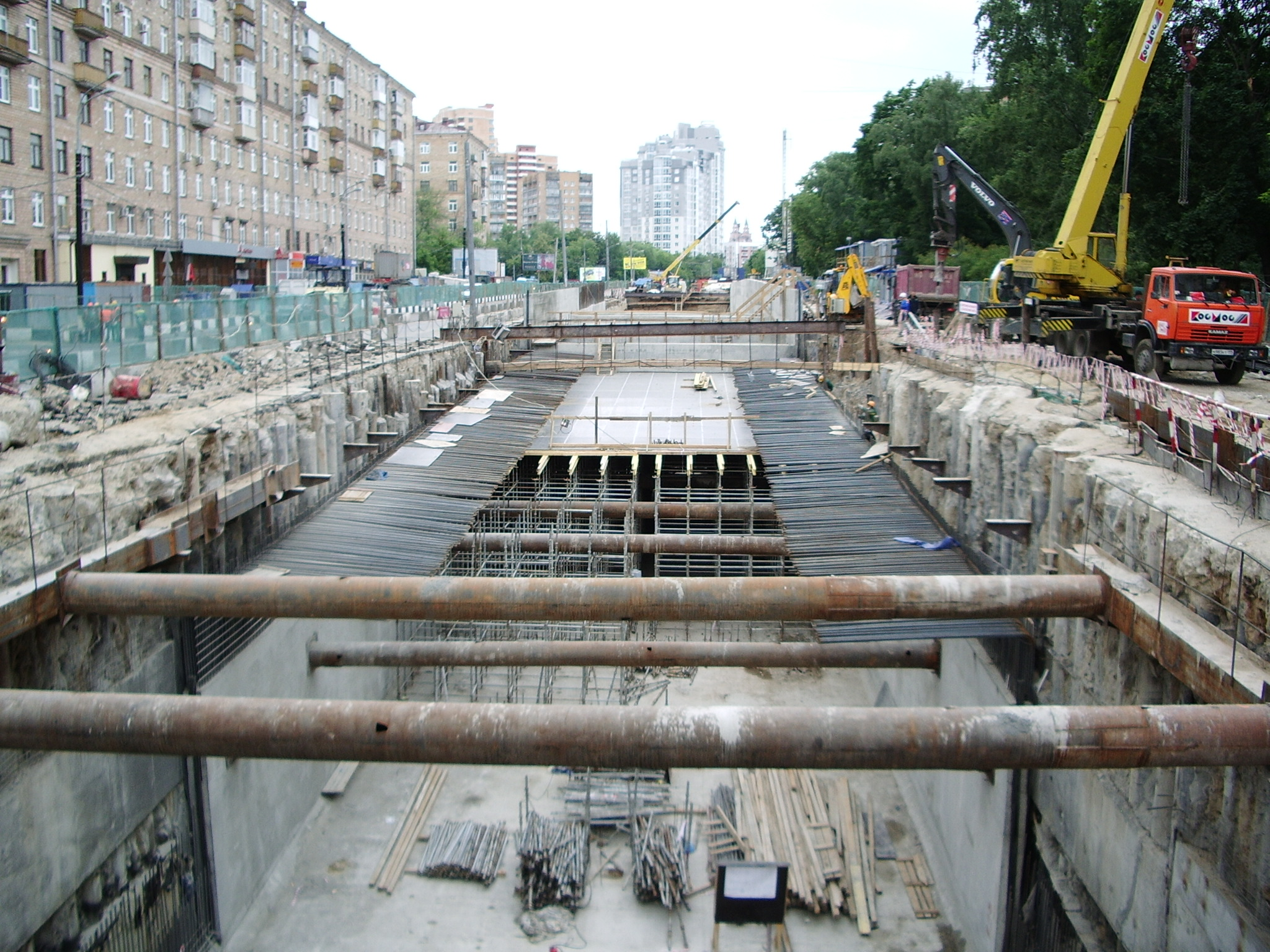
Строительство тоннеля

В рамках проекта «Большая Ленинградка» завершено строительство Алабяно-Балтийского тоннеля, составной части Развязки на Соколе. Он соединяет улицы Алабяна, Балтийскую и Большую Академическую (в точке её пересечения с Улицей Космонавта Волкова). Тоннель проходит под Замоскворецкой линией метро, Волоколамским и Ленинградским туннелями, коллектором речки Таракановки и путями Рижского направления МЖД.
Алабяно-Балтийский тоннель планировали полностью запустить и запустили в 2015 году, 25 декабря.